# 周子亚
周子亚（1911年11月—？）原名周炽夏，曾用名周炽亚，浙江杭州人，中华民国及中华人民共和国国际法学家。

## 生平
1923年，在杭州蕙蘭高級中學学习。1928年考入中央政治学校大学部，先入行政系，后转外交系。畢業後在南京國民政府外交部工作，在国际司国联科任科员。1935年公费留學德國柏林大學法學院学习國際法。1937年在柏林大學獲得Diploma（相當於碩士學位）後回中國。1938年任中央政治學校研究部外交組研究員。1940年起，任中央政治学校法律系、外交系教授，代语文专修科主任。其间发起成立学术社团“渝社”。1942年接受国民政府教育部颁发的教授证书。
1946年，周子亚作为访问教授在印度加尔各答大学、德里大学、贝拿勒斯印度教大学等大学讲学。1946年9月，《观察》杂志创刊，周子亚任“撰稿人”之一。1946年12月回国，受聘为厦门大学政治学系教授，承担部分法学课程教学。其时正值沈崇案发生，周子亚撰写了《从国际法立场论美军暴行之性质及外国军队刑事管辖权问题》一文，刊登在《观察》第1卷第23期。周子亚还在厦门大学法律学会主办的《法苑》创刊号（1947年7月出版）上发表过《外交人物与国际和平》。
1947年夏，周子亚赴杭州任浙江大学法学院教授。中国人民解放军攻占杭州后，任之江大学商学院教授。1956年，出任新创办的浙江师范专科学校教授，旋调任华东政法学院国际法教授。1958年，调入上海社会科学院，在国际关系研究所、学术情报研究所、法学研究所从事研究工作，直到退休。曾任上海社会科学院法学研究所国际法研究室主任、中国国际法学会理事、上海法学会理事、中国海洋问题研究会顾问、中国人民解放军海军军事学术委员会委员等职。
周子亚发表过学术论文100多篇。曾任《法学词典》常务编委，编审“国际公法”、“国际私法”、“外国法”等部分600多个词条。

## 著作
专著：
- 《现代外交家传记》（正中书局1934年）
- 《当代国际人物》（世界书局1935年）
- 《外交政策与外交行政》（中央政治学校研究部新政治月刊社1940年）
- 《外交文书与外交礼节（中英对照）》（新评论社1942年）
- 《中国外交之路》（国民图书出版社1943年）
- 《使节与领事》（国际编译社1943年）
- 《第三国际与苏联外交》（正论社1943年）
- 《国际法新论》（新评论出版社1944年）
- 《外交监督与外交机关》（正中书局1947年）
- 《美国与美洲世界——美洲外交史》（商务印书馆1947年）
- 《外交官》（文通书局1947年）
- 《分治后的印度》（世界书局1948年）
- 《国际公法提要》（上海大东书局1948年）
- 《海洋法知识》（与杨志雄合编，知识出版社1985年）
- 《公海》（与范涌合著，海洋出版社1990年）

主编、译著：
- 《国际公法》（主编，知识出版社1981年）
- 《瑞典的仲裁》（合译，法律出版社1984年）
- 《国际法与技术转让》（主编，上海翻译出版公司1987年）